# Monticolaria
Monticolaria is een geslacht van rechtvleugeligen uit de familie sabelsprinkhanen (Tettigoniidae). De wetenschappelijke naam van dit geslacht is voor het eerst geldig gepubliceerd in 1910 door Sjöstedt.

## Soorten
Het geslacht Monticolaria omvat de volgende soorten:
- Monticolaria kilimandjarica Sjöstedt, 1910
- Monticolaria manyara Hemp, 2009
- Monticolaria meruensis Sjöstedt, 1910